# Hôtel de ville de Bolton-Est
L'hôtel de ville de Bolton-Est est le siège du conseil municipal de la municipalité de Bolton-Est. Cet édifice a été construit en 1867 à l'aide de corvée. Il a été désigné comme lieu historique national du Canada en 1984 et cité comme immeuble patrimonial en 2012. 

## Histoire
C'est en 1867 que le conseil municipal du canton de Bolton fait l'acquisition d'un terrain de 0,25 acres (1 000 m2) à Bolton Centre dans le but de construire un édifice pour le conseil. Il a été construit en bois avec de la main-d’œuvre locale a la suite d'une corvée. Sur le plan architectural, il est représentatif des mairies construites durant la seconde moitié du XIXe siècle. Elle se distingue des autres mairies du Canada par la présence d'une salle de classe au rez-de-chaussée. 
En 1876, la municipalité du canton de Bolton est divisé en deux municipalité, Bolton-Ouest et Bolton-Est, se seconde conservant la mairie. L'hôtel de ville de Bolton-Est est désigné lieu historique national du Canada le 23 novembre 1984 par la Commission des lieux et monuments historiques du Canada. Le 6 août 2012 l'hôtel de ville est cité comme immeuble patrimonial par la municipalité de Bolton-Est.